# گیو (دوچرخه)
گیو دوچرخه که با نام تخصصی انگلیسی CONES شناخته می‌شود عمل نگاه داشتن بلبرینگ‌های داخل توپی چرخ عقب و جلو دوچرخه را انجام می‌دهد. گیوها از بخش‌های مهم توپی دوچرخه هستند که نیاز به بررسی و سرویس فصلی دارند چرا که بلبرینگ‌ها در داخل توپی دوچرخه حرکت کرده و احتمال آسیب دیدن یا به اصطلاح کچلی روی آنها بسیار زیاد است. گیوهای داخل توپی در کیفیت‌های متفاوت تولید می‌شوند. و همچنین با توجه به رده توپی دوچرخه در چندین استاندارد ارائه می‌شوند.